# Grand Quayrat
Le pic du Grand Quayrat est un sommet des Pyrénées françaises qui s'élève à 3 060 mètres dans la vallée d'Oô (commune d'Oô près de Bagnères-de-Luchon dans le département de la Haute-Garonne, région Occitanie).

## Toponymie
Son nom en occitan cairat, signifiant carré, vient de la forme caractéristique de son sommet, formant approximativement, vu du nord, un angle droit.

## Géographie

### Topographie
Le pic du Grand Quayrat se situe entre le cirque des Crabioules, à l'est, et le cirque d'Espingo, à l'ouest.

## Histoire
Le Grand Quayrat fut le second 3 000 conquis en 1789. Elle fut menée par le physicien Henri Reboul, à la tête d'une forte expédition, depuis les granges d'Astau.

## Voie d'accès

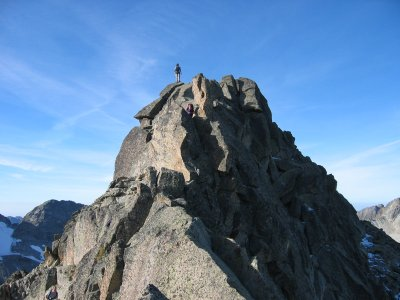
Sommet du Grand Quayrat.

La voie normale d'ascension du Grand Quayrat débute aux granges d'Astau, remonte par le GR 10 jusqu'au col d'Espingo. Un refuge est situé tout proche du col, il est conseillé d'y passer la nuit. Ensuite, il faut s'élever à travers éboulis et barres rocheuses jusqu'à une brèche, située entre le Petit et le Grand Quayrat. De là, il faut remonter la crête jusqu'au sommet, en évitant des escarpements rocheux par le versant est. Le cheminement conduit au sommet, coiffé d'un gros bloc qu'il est possible d'escalader (IIIe degré).